# 柯羅索巨獸
是一部於2016年上映的科幻喜劇電影，由西班牙導演納丘·維加隆多執導並兼任編劇。主演包含安·海瑟薇、傑森·蘇戴西斯、丹·史蒂文斯、奧斯汀·史多沃及提姆·布雷克·尼爾森等人。
電影的全球首映禮於2016年多倫多國際影展舉行。《柯羅索巨獸》2017年4月7日由霓虹於美國發行。

## 劇情
故事描述禍不單行的柯羅莉亞（安·海瑟薇 飾演），不僅失業超過一年，再加上被男友提姆(丹史蒂文斯 飾演)給甩了、沒錢沒地方住，集結悲慘於一生的魯蛇人生，被迫離開紐約生活再次回到家鄉的她，再次和童年玩伴奧斯卡(傑森蘇戴西斯 飾演)重逢，天天和奧斯卡的朋友們喝酒玩樂過日子。
某天，她在電視上看見首爾遭到巨型怪獸柯羅索攻擊的新聞，原本不以為意的她，竟發現自己和這隻怪獸有著神祕的連結，柯羅莉亞驚覺自己擁有遠端操控柯羅索的能力，眼看事情開始慢慢失控，首爾城市陷入世界災難，柯羅莉亞必須在這事件中找出真相，好了解究竟人生面臨谷底的自己，為何成為決定世界存亡的唯一關鍵？

## 角色
- 安·海瑟薇 飾演 葛洛莉亞[1]
  - 漢娜·切爾密 飾演 年幼的葛洛莉亞
- 丹·史蒂文斯 飾演 提姆，葛洛莉亞的前男友[2]
- 傑森·蘇戴西斯 飾演 奧斯卡，葛洛莉亞的朋友[3]
- 奧斯汀·史多沃（英语：Austin Stowell） 飾演 喬爾[4]
- 提姆·布雷克·尼爾森 飾演 蓋斯[5]

## 製作
主體拍攝於2015年10月開始，地點位在溫哥華。電影於2015年11月25日殺青。

## 發行
電影於2016年9月9日的多倫多國際影展上舉行世界首映。不久之後，一家神祕的未命名公司獲得了電影的發行權。後來證實是湯姆·奎因和提姆·雷格的未命名新發行公司NEON。該片將於2017年4月7日在美國上映。

### 評價
根據爛蕃茄上收集的65篇專業影評文章，其中34篇給出了「新鮮」的正面評價，「新鮮度」為77%，平均得分6.8分（滿分10分），而基於另一影評網站Metacritic上的24篇評論文章，平均分為69（滿分100）。

## 外部連結
- 互联网电影数据库（IMDb）上《柯羅索巨獸》的资料（英文）